# 布瓦斯蒙 (厄尔省)
布瓦斯蒙（法語：Boisemont，法語發音：[bwazmɔ̃] ⓘ）是法国厄尔省的一个旧市镇，属于莱桑德利区。

## 地理
布瓦斯蒙（49°17'10"N, 1°30'0"E）面积13.22 平方千米，位于法国诺曼底大区厄尔省，该省份为法国北部内陆省份，北起滨海塞纳省，西接奧恩省和卡爾瓦多斯省，南至厄尔-卢瓦省，东临瓦兹省、瓦兹河谷省和伊夫林省。
与布瓦斯蒙接壤的市镇（或旧市镇、城区）包括：莱桑德利、科尔尼、埃库伊、法尔索、阿尔康西、梅尼勒韦尔克利沃。

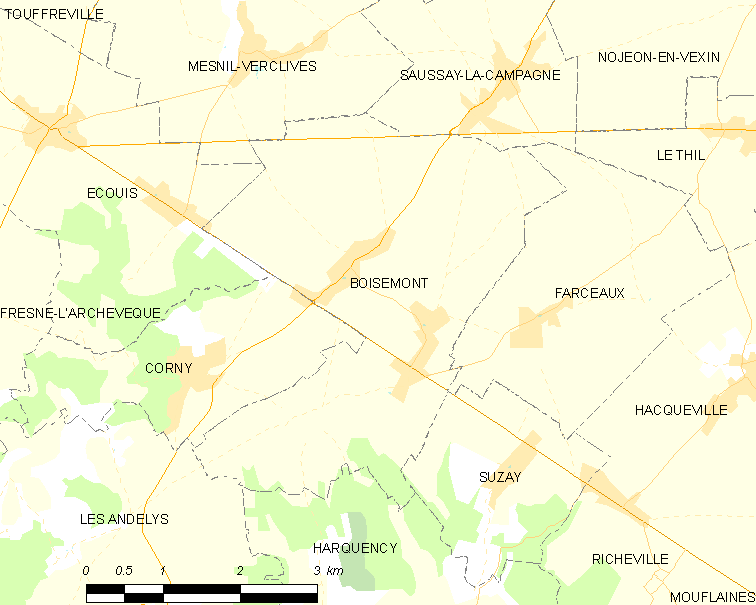
的OSM定位图

布瓦斯蒙的时区为UTC+01:00、UTC+02:00（夏令时）。

## 行政
布瓦斯蒙的邮政编码为27150，INSEE市镇编码为27070。

## 政治
布瓦斯蒙所属的省级选区为莱桑德利县。

## 人口

1962-2008年间人口变化图示

布瓦斯蒙于2018年1月1日时的人口数量为759人。